# Альбирекс Ниигата
«Альбирекс Ниигата» (яп. アルビレックス新潟 Арубирэккусу Ниигата, англ. Albirex Niigata) — японский футбольный клуб из города Ниигата одноимённой префектуры.
Клуб был основан в 1955 году, в 1999 году вошёл в Джей-лигу.
Название «Альбирекс» — это комбинация слов «Альбирео», названия звезды из созвездия Лебедя (белый лебедь — символ клуба) и «rex» (с лат. — «король»). До 1997 года клуб назывался просто «Альбирео», однако перед выходом в Джей-лигу был вынужден сменить название из-за возможных конфликтов с другими зарегистрированными торговыми марками.
Наряду с «Уравой Редс» может похвастаться самой большой посещаемостью среди японских клубов.
С 2004 года в сингапурской S-лиге выступает клуб под названием «Альбирекс Ниигата Сингапур».

## Достижения
- Чемпион Джей-лиги 2: 2003, 2022